# Стив Джобс (фильм)
«Стив Джобс» (англ. Steve Jobs) — биографическая драма 2015 года, одиннадцатый полнометражный фильм режиссёра Дэнни Бойла и сценариста Аарона Соркина. Британо-американский фильм совместного производства, основанный на биографии Уолтера Айзексона 2011 года и интервью, взятых Соркиным. Фильм рассказывает о четырнадцати годах из жизни соучредителя Apple Стива Джобса, в частности, о трёх пресс-конференциях, которые он провёл за это время: официальной презентации Macintosh 128K 24 января 1984 года; презентации компьютера NeXT 12 октября 1988 года; и презентации iMac G3 от 6 мая 1998 года. Роль Джобса исполнил Майкл Фассбендер, Кейт Уинслет сыграла Джоанну Хоффман, а Сет Роген, Кэтрин Уотерстон, Майкл Стулбарг и Джефф Дэниелс - в ролях второго плана.
Разработка началась в 2011 году, после того как были приобретены права на книгу Айзексона. Съёмки начались в январе 2015 года. Были рассмотрены различные варианты актёров, прежде чем Фассбендер в конечном итоге согласился на эту роль. В ходе проекта был проведён обширный монтаж, а монтажёр Эллиот Грэхэм приступил к работе ещё во время съёмок фильма. Дэниел Пембертон выступил в качестве композитора, уделив особое внимание разделению партитуры на три различимые части.
Премьера фильма «Стив Джобс» состоялась на кинофестивале в Теллурайде в 2015 году 5 сентября, а ограниченный прокат в Нью-Йорке и Лос-Анджелесе начался 9 октября 2015 года. Премьера состоялась по всей стране в США 23 октября, а в Великобритании - 13 ноября и получила широкое признание критиков. Режиссура Бойла, визуальный стиль, сценарий Соркина, музыкальное сопровождение, операторская работа, монтаж и игра Фассбендера и Уинслет получили единодушное признание. Однако это было финансовое разочарование: фильм собрал всего 34 миллиона долларов в мировом прокате при бюджете в 30 миллионов долларов. Люди, близкие к Джобсу, такие как Стив Возняк и Джон Скалли, высоко оценили постановку, но фильм также подвергся критике за историческую неточность. «Стив Джобс» был номинирован на 88-ю премию «Оскар» за лучшую мужскую роль (Фассбендер) и лучшую женскую роль второго плана (Уинслет), а также получил множество других наград.

## Сюжет
В 1984 году демонстрация голосовой версии Apple Macintosh 128K провалилась менее чем за час до её презентации во Flint Center. Сооснователь Apple Стив Джобс требует от инженера Энди Херцфельда исправить это, угрожая публично указать его в титрах презентации, если он этого не сделает. В заключение Херцфельд предлагает подделать демонстрацию, используя прототип компьютера Macintosh 512K.
Джобс разглагольствует перед менеджером по маркетингу Джоанной Хоффман о статье журнала Time, разоблачающей его спор об отцовстве с бывшей девушкой Крисэнн Бреннан, поскольку он отрицает, что является отцом пятилетней дочери Бреннана Лизы. Бреннан приезжает с Лизой, чтобы встретиться с ним лицом к лицу – она возмущена его отрицаниями и отказом поддержать её, несмотря на его богатство. Джобс сблизился с Лизой из-за ее творчества в MacPaint и согласился предоставить больше денег и дом. Соучредитель Apple Стив Возняк просит Джобса отметить команду Apple II в своей презентации, но Джобс считает, что упоминать компьютер (который он считает устаревшим) неразумно.
К 1986 году, после очевидного провала Macintosh, Джобс основал новую компанию NeXT. Перед очередным запуском компьютера в оперном театре Военного мемориала в 1988 году он проводит время с 9-летней Лизой. Однако его отношения с Бреннан по-прежнему напряжённые. Он обвиняет её в безответственном поведении и использовании Лизы для получения от него денег. Приходит Возняк и предсказывает, что следующим будет очередной провал. Джобс спорит с ним по поводу его публичной критики в свой адрес, и Возняк подвергает сомнению вклад Джобса в историю вычислительной техники. Джобс отстаивает свою роль дирижера, который руководит такими "музыкантами", как Возняк.
Генеральный директор Apple Джон Скалли требует объяснить, почему, по мнению всего мира, он уволил Джобса – на самом деле Джобса вынудило уйти правление Apple, которое было решительно настроено на обновление Apple II после низких продаж Macintosh. Несмотря на предупреждения Скалли, Джобс раскритиковал это решение и призвал их проголосовать за его назначение на должность. После того, как Хоффман и Джобс обсуждают неясные планы NeXT, она понимает, что Джобс разработал компьютер, чтобы убедить Apple купить компанию и восстановить его в должности.
К 1998 году Apple уволила Скалли, купила NeXT и назначила Джобса генеральным директором, и Джобс вот-вот представит iMac в Дэвис-Симфони-Холл. Он восхищён высокими коммерческими прогнозами Хоффмана, но взбешен тем, что Лиза позволила своей матери продать дом, который Джобс купил для них. Хоффман напоминает Джобсу, что тот угрожал Лизе не платить за обучение в колледже, и Херцфельд признаёт, что оплатил обучение Лизы и предложил ей пройти курс терапии. Во время презентации Возняк снова попросил Джобса похвалить команду Apple II, и снова тот ответил отказом.
Скалли тайно приезжает, и они помирятся. Джобс и Скалли обсуждают жизнь Джобса как приёмного ребёнка, и Джобс признаётся, что его потребность в контроле проистекает из чувства бессилия, когда от него отказываются. По просьбе Хоффмана Джобс извиняется перед Лизой за свои ошибки и признаёт, что он её отец, признавая, что он "плохо сделан". Он признаётся Лизе, что "Лиза" была названа в честь неё. Увидев её плеер, он также обещает Лизе, что положит больше музыки в её карман. Лиза наблюдает, как её отец выходит на сцену, чтобы представить первый iMac, но только после того, как он протягивает ей распечатку аннотации, которую она сделала в детстве на оригинальном Macintosh, и которую он хранил с собой все эти годы.

## В ролях
- Майкл Фассбендер — Стив Джобс, сооснователь компании Apple Inc.[4].
- Кейт Уинслет — Джоанна Хоффман, руководитель маркетингового отдела[4].
- Сет Роген — Стив Возняк, сооснователь компании Apple Inc. и создатель Apple I и Apple II[4].
- Джефф Дэниэлс — Джон Скалли, генеральный директор Apple с 1983 по 1993 годы, бывший президент компании Pepsi-Cola[4].
- Майкл Стулбарг — Энди Херцфельд, сотрудник команды разработчиков Mac.[4]
- Кэтрин Уотерстон — Крисэнн Бреннан, школьная подружка Джобса, мать Лизы[4].
- Сара Снук — Андреа «Энди» Каннингем, предприниматель и сотрудник Apple по продвижению продуктов[4][5]
- Адам Шапиро — Аветис Теванян, старший руководитель команды разработчиков программного обеспечения для Apple с 1997 по 2003 годы[4].
- Перла Хэйни-Джардин, Рипли Собо и Макензи Мосс — Лиза Бреннан-Джобс (в разных возрастах), первый ребёнок Джобса[4][6].
- Джон Ортис — Джоэл Пфорзхаймер, журналист журнала GQ, который берёт интервью у Джобса в преддверии презентаций[7].

## Производство

### Сценарий
Аарон Соркин отметил, что фильм будет состоять из трёх 30-минутных частей, которые охватывают по шестнадцать лет жизни Стива Джобса. Все сцены будут предвещать драматические закулисные события перед запуском знаковых продуктов Apple (Macintosh в 1984 году, его обновлённая модель в 1988 году, и iMac в 1998 году). Эти сцены будут проходить в режиме реального времени на фоне «двух площадок: ресторана (где у Джобса берут интервью) и гаража (где он разрабатывает свои продукты)», с несколькими флэшбэками, демонстрирующими ключевые моменты жизни Джобса.
Также сценарист сообщил, что предстоящий фильм будет сфокусирован на отношениях Джобса с семью другими персонажами, в том числе сооснователем Apple Стивом Возняком, бывшим генеральным директором компании — Джоном Скалли, дочерью Джобса Лизой Бреннан-Джобс, и Джоанной Хоффман — сотрудницей команды разработчиков Mac. Энди Херцфелд (ещё один разработчик Mac) и Крисанн Бреннан (девушка Джобса в средней школе и мать Лизы) также появятся в фильме.
Консультантом сценариста выступил лично Стив Возняк. Однако он не требовал показывать ему окончательный вариант сценария, сочтя такую просьбу неэтичной.
Дэнни Бойл так прокомментировал опыт работы с Соркиным: «Несмотря на его репутацию, с ним действительно интересно сотрудничать. Он не ставит себя выше актёров, готов, если надо, поменять их текст; у нас были такие случаи. Аарон готов работать с ними до тех пор, пока результат не станет таким, какой нужен».
Также режиссёр объяснил свою мотивацию при выборе этого проекта: «Я закончил читать роман Дэйва Эггерса „Сфера“ незадолго до того, как получил сценарий, и это придало моим мыслям новое направление. Я стал думать о поворотном моменте, который мы сейчас переживаем. Я думаю, мы немного недооцениваем, как технологии и те, кто их внедряет, облегчили нашу с вами жизнь. Они приносят нам процветание, и мы должны снимать фильмы о них. Технари управляют нами в большей степени, чем правительство. Мы не выбирали их, но они стали нашими лидерами». Кроме того, Бойл отметил, что считает свой новый фильм частью «негласной трилогии», которая начинается фильмом «Социальная сеть» (сценаристом которого был Соркин).
Ранее от участия в съёмках этого фильма отказались Леонардо Ди Каприо, Кристиан Бейл, Дэвид Финчер, Натали Портман и компания Sony Pictures

### Съёмочный процесс
В интервью журналу Rolling Stone Дэнни Бойл рассказал, что использовал «традиционную для театра трёхактную структуру повествования. Пусть эти части не выглядят статичными, пусть они движутся. Первый акт вы снимаете на 16-миллиметровую плёнку, а на саундтрек ставите музыку, которая сразу напоминает о звучании первых персональных компьютеров. Второй акт снимается на 35 мм, и здесь иные музыка и ощущение: это выглядит как более традиционный фильм, фильм 1988 года. А в последней секции мы снимаем на цифровую камеру Alexa. Теперь мы отражаем бесконечный мир цифровых технологий, который был мечтой Джобса».
Режиссёр так прокомментировал идею разделения фильма на три части: «Если вы ограничиваетесь ключевыми моментами, то можете рассказать о человеке чуть больше. Идея повествования в трёх актах — начало, середина и конец, — действительно в нас заложена. Я не говорю, что наши три действия — это начало, середина и конец жизни Джобса. Но тот подход, который Аарон называет „главные хиты“, позволяет сосредоточиться на немногом, зато показать это полностью»". Кроме того, он заявил, что не стремился сделать Майкла Фассбендера копией Стива Джобса — «Мы использовали во время съёмок несколько париков и немного изменили цвет его глаз, потому что я хотел, чтобы у него был тот же цвет глаз, что и у трёх актрис, которые играли его дочь, Лизу. Вы же должны видеть в ней его „продолжение“. Но никакого накладного грима. Про Майкла нельзя сказать „вылитый Джобс“ — и всё же ближе к концу фильма вы готовы поклясться, что ему удалось им стать».

Бойл особо коснулся темы «косметических» изменения в сценарии, которые незначительно влияют на достоверность происходящего: 
Например, первый и третий акт... в действительности обе презентации проходили в одном и том же месте: во Flint Center в Купертино. Джобс хотел вернуться туда для работы над iMac: изящная идея. Но нам были нужны три различных театральных сцены, потому что мы хотели добиться ощущения развития. Так что мы это поменяли. Было несколько сцен, которые мы переместили на улицу; например, эпизод с Возняком ближе к концу фильма: «Нельзя быть достойным человеком и одаренным человеком одновременно, так не бывает». На самом деле этот разговор проходил в раздевалке. Но мы подумали: раз Возняк постоянно возвращается к одному и тому же спору, почему бы не заставить его произнести все это публично, перед десятками последователей Джобса? Перед молодежью в «яблочных» футболках?.. Они олицетворяют подъем Apple! А Воз олицетворяет прошлое корпорации, вот мы и столкнули прошлое и будущее.

### Тизер и трейлеры
17 мая, компания Universal Pictures опубликовала первый тизер-трейлер предстоящего фильма. Минутный ролик был размещён на YouTube. В нём фигурирует эпизод, в котором Стив Джобс презентует новый продукт своей компании перед рукоплещущей аудиторией. В июне был выпущен первый трейлер фильма, 18 сентября — был представлен второй.

## Прокат
Выход в широкий прокат в Северной Америке состоялся 23 октября 2015 года, в Великобритании, Исландии и Польше — 13 ноября, в Азербайджане, Испании и России — 1 января 2016 года.

## Реакция

### Стив Возняк
В феврале 2015 года Стив Возняк заявил, что несколько раз обсуждал детали фильма с Сетом Рогеном до начала съёмок картины, также он рассказал, что никак не влияет на интерпретацию Рогена или другие аспекты фильма.
Однако, Возняк признался, что вышедший 1 июля трейлер фильма вызвал у него смешанные чувства. В частности, программиста смутило, как его сыграл Сет Роген. «Я иначе разговариваю. С другой стороны, хотя я и не говорил тех слов, которые произносит Роген, но их смысл верен, хотя бы частично. В трейлере чувствуется джобсовский дух — хотя и преувеличенный», — заявил Возняк. Также, Возняку пришлось не по нраву то, что в фильме затрагивается тема его противостояния с Джобсом, которого, по его словам, никогда не было.
Тем не менее, после просмотра чернового варианта фильма, сооснователь компании положительно отозвался об увиденном. Он отметил, что по сравнению с предыдущей лентой, в которой главную роль сыграл Эштон Кутчер, картина с Майклом Фассбендером получилась более достоверной.

### Скандал вокруг Sony
Фильм стал одним из основных фигурантов скандала со взломом переписки сотрудников Sony Pictures. Студия разрабатывала байопик с расчётом, что Джобса сыграет Кристиан Бэйл, а режиссёром выступит Дэвид Финчер. После того как оба выбыли из проекта, а споры руководства Sony насчет картины стали достоянием общественности, продюсер Скотт Рудин договорился о возобновлении работы в новом составе с Universal.

## Награды
- 2016 — 2 номинации на премию «Оскар»: лучшая мужская роль (Майкл Фассбендер), лучшая женская роль второго плана (Кейт Уинслет)
- 2016 — премия «Спутник» за лучший адаптированный сценарий (Аарон Соркин), а также 3 номинации: лучшая мужская роль (Майкл Фассбендер), лучшая женская роль второго плана (Кейт Уинслет), лучший монтаж (Эллиот Грэхэм)
- 2016 — две премии «Золотой глобус»: лучшая женская роль второго плана (Кейт Уинслет), лучший сценарий (Аарон Соркин), а также 2 номинации: лучшая мужская роль — драма (Майкл Фассбендер), лучшая музыка к фильму (Дэниэл Пембертон)
- 2016 — премия BAFTA за лучшую женскую роль второго плана (Кейт Уинслет), а также 2 номинации: лучшая мужская роль (Майкл Фассбендер), лучший адаптированный сценарий (Аарон Соркин)
- 2016 — три номинации на премию Австралийской киноакадемии: лучшая мужская роль (Майкл Фассбендер), лучшая женская роль второго плана (Кейт Уинслет), лучший сценарий (Аарон Соркин)
- 2016 — 2 номинации на премию Гильдии киноактёров США: лучшая мужская роль (Майкл Фассбендер), лучшая женская роль второго плана (Кейт Уинслет)
- 2016 — номинация на премию Гильдии сценаристов США за лучший адаптированный сценарий (Аарон Соркин)
- 2016 — премия Лондонского кружка кинокритиков за лучшую женскую роль второго плана (Кейт Уинслет), а также 5 номинаций: лучшая мужская роль (Майкл Фассбендер), лучший британский актёр (Майкл Фассбендер), лучшая британская актриса (Кейт Уинслет), лучший сценарий (Аарон Соркин), лучший монтаж (Эллиот Грэхэм)